# Półdziobiec brazylijski
Półdziobiec brazylijski (Hemiramphus brasiliensis) – gatunek morskiej ryby z rodziny półdziobcowatych (Hemiramphidae).

## Występowanie
Występuje w tropikalnych, ciepłych wodach morskich po obu stronach Atlantyku, przy powierzchni, tylko w przybrzeżnych siedliskach rafowych. Nie wiadomo, czy półdzioby przeprowadzają rozległe migracje, ale obserwowane jest sezonowe przemieszczanie się.

## Charakterystyka
Dorasta do maksymalnego rozmiaru 40,5 cm długości (głównie 35 cm). Dolna szczęka wyraźnie wydłużona. Płetwy piersiowe krótkie do średnich. Płetwa ogonowa głęboko rozwidlona. Górny płat płetwy ogonowej czerwonawo pomarańczowy. Nozdrze przechodzące w oczodół.
W populacji dominują samice, które są większe od samców.
Żyje do 4 lat, osiągając dojrzałość w pierwszym roku, przy wielkości około 19,8 cm. Tarło w okresie od marca do lipca w wodach o głębokości poniżej 10 m.

## Odżywianie
Odżywia się głównie trawami morskimi, mniejszymi rybami, dziesięcionogami planktonowymi, widłonogami i rurkopławami.

## Znaczenie gospodarcze
Ma znaczenie w gospodarce rybnej.